# Мітта Олександр Наумович
Олександр Наумович Мітта (справжнє прізвище Рабинович; 28 березня 1933, Москва — 14 липня 2025, там само) — радянський і російський кінорежисер, сценарист, актор, продюсер. Лауреат Премії Ленінського комсомолу (1974). Заслужений діяч мистецтв РРФСР (1974). Народний артист Російської Федерації (2004). Лауреат Державної премії Російської Федерації в області літератури і мистецтва (2002) і ряду вітчизняних та міжнародних кінопремій. Кавалер ордена «За заслуги перед Вітчизною» IV ступеня (2008) за великий внесок у розвиток вітчизняного кіномистецтва і багаторічну творчу діяльність. Почесний член Російської академії мистецтв. Як псевдонім узяв прізвище одного з родичів з боку матері.

## Життєпис
Народився 28 березня 1933 року у Москві, в єврейській сім'ї інженера автозаводу Наума Яковича Рабіновича та Лівши (Липи) Ізраїлівни Каплан, родом із Зельви (у нього була старша сестра Олена Ландор , у шлюбі Аграчова, 1926—?, від першого шлюбу матері, інженер-хімік). Племінник історика-американіста Веніаміна Ізраїлевича Лана (Каплан, 1902—1990) та заступника наркома землеробства СРСР Арона Ізраїльовича Гайстера. За однією версією, як псевдонім Мітта взяв прізвище одного з родичів з боку матері, за іншою — прізвище своєї однокурсниці по Московському будівельному інституту Нарспі  Мітти, дочки чуваського поета Василя Мітти. Є думка, що псевдонім Мітта з'явився як необхідність підписувати свої ілюстрації в дитячому журналі «Веселі картинки», шарж на самого себе, який потім закріпився: мітта — це термін, що означає похоронні ноші ортодоксального єврея під час обряду поховання.
Закінчив інженерно-будівельний факультет Московського державного будівельного університету (1955), де його вчителем був архітектор Костянтин Мельников. Працював графіком-карикатуристом в гумористичних та літературно-художніх журналах.
1960 року закінчив режисерський факультет Всеросійського державного інституту кінематографії (майстерня Михайла Ромма). Знявся у фільмах Марлена Хуцієва «Мені двадцять років» («Застава Ілліча») та «Липневий дощ».
У 1970-1990-х роках керував режисерськими майстернями на Вищих курсах сценаристів і режисерів. Викладав у Гамбурзі та московській «Школі-студії Олександра Мітти».
Був головою журі IV Конкурсу студентських фільмів на здобуття національної премії «Свята Ганна», членом Спілки кінематографістів Росії та членом правління Гільдії кінорежисерів Росії.
Помер 14 липня 2025 року у віці 92 років у Москві в хоспісі після тривалої боротьби з раком нирки.

## Громадська позиція
2014 року підтримав анексію Криму, заявивши: «Крим — це російське, а точніше — радянське місце», та зазначивши, що на півострові він працював і знімав фільми.
Критично оцінював стан сучасної російської кіноіндустрії, вказуючи на надмірну бюрократизацію та формальний підхід до підтримки кінематографу. Наголошував на важливості творчої свободи та розвитку кіноосвіти.

## Сім'я
- Дружина — Лілія Мойсіївна Майорова (6 лютого 1928 — 14 листопада 2022), художник, працювала у видавництві «Малюк», Театрі ляльок ім. Сергія Образцова[26]
  - Син — Євген Мітта, художник
    - Онуки — Олександр та Єва
- Двоюрідний брат — Веніамін Баснер, композитор[27]

## Режисерська фільмографія
- 1961 — «Друг мій, Колька!..» (у співавт. із Олексієм Салтиковим)
- 1962 — «Без страху і докору»
- 1963 — «Великий фітиль» (новели «Сон у руку», «Увертюра»)
- 1965 — «Дзвонять, відчиніть двері»
- 1969 — «Гори, гори, моя зірко»
- 1972 — «Крапка, крапка, кома…»
- 1974 — «Москва, кохання моє» (у співавт. із Кендзі Йосіда)
- 1976 — «Клоуни та діти» (к/м, фільм-концерт)
- 1976 — «Розповідь про те, як цар Петро арапа женив»
- 1979 — «Екіпаж»
- 1983 — «Казка мандрів»
- 1988 — «Крок» (СРСР — Японія)
- 1991 — «Загублений в Сибіру»
- 2000 — «Кордон. Тайговий роман» (т/с)
- 2002 — «Розпечена субота»
- 2004 — «Лебединий рай» (серіал)
- 2013 — «Шагал — Малевич»